# Antoine Furetière
Antoine Furetière (n. 28 decembrie 1619 - d. 14 mai 1688) a fost un savant și scriitor francez.
Adversar al prețiozității și artificialității, este considerat precursor al prozei realiste.

## Opera
- 1659: Călătoria lui Mercur ("Le voyage de Mercure"), rechizitoriu în versuri la adresa pedantismului
- 1666: Romanul burghez ("Le roman bourgeois"), satiră a moravurilor pariziene ale timpului, dar și parodie a romanelor artificiale la modă în acea vreme
- 1690: Dicționar universal cuprinzând în genere toate cuvintele franceze, atât vechi cât și moderne și termenii științelor și artelor ("Dictionnaire universel contenant généralement tous les mots français tant vieux que modernes des sciences et des arts").

Furetière a mai scris fabule, pamflete, satire.
1. 1 2  Antoine Furetière, Brockhaus Enzyklopädie, accesat în 9 octombrie 2017
2. 1 2  Antoine Furetière, Gran Enciclopèdia Catalana
3. ↑  Antoine Furètiere, Opća i nacionalna enciklopedija
4. 1 2 3 4  Autoritatea BnF, accesat în 1 aprilie 2023
5. ↑  Antoine Furetiere, Encyclopædia Britannica Online, accesat în 9 octombrie 2017
6. ↑  Antoine Furetière, Hrvatska enciklopedija[*]
7. ↑  Autoritatea BnF, accesat în 10 octombrie 2015
8. 1 2  Czech National Authority Database, accesat în 30 august 2020